# Campeonato regional de fútbol de Santo Antão Sur 2014-15
El campeonato regional de Santo Antão Sur 2014-15 es el campeonato que se juega en la isla de Santo Antão en el municipio de Porto Novo. Empezó el 10 de enero de 2015 y terminó el 19 de abril de 2015. El torneo lo organiza la federación de fútbol de Santo Antão Sur. El campeón se clasifica para el campeonato caboverdiano de fútbol 2015.
Académica do Porto Novo es el equipo defensor del título. Todos los partidos se juegan en el estadio municipal de Porto Novo. A diferencia de la temporada anterior el Santo André no participará en el campeonato. El sorteo en donde quedaron decididos los emparejamientos se realizó el 8 de noviembre.

## Equipos participantes
- Académica do Porto Novo
- Inter FC
- Lajedos FC
- CS Marítimo
- CF Sanjoanense do Porto Novo
- Sporting Clube do Porto Novo
- Tarrafal FC de Monte Trigo

## Tabla de posiciones
Actualizado a 19 de abril de 2015
|   | Equipo                       | PJ | PG | PE | PP | GF | GC | DG  | PTS |
| - | ---------------------------- | -- | -- | -- | -- | -- | -- | --- | --- |
| 1 | Académica do Porto Novo (C)  | 12 | 10 | 2  | 0  | 41 | 5  | +36 | 32  |
| 2 | CS Marítimo                  | 12 | 10 | 0  | 2  | 23 | 8  | +15 | 30  |
| 3 | CF Sanjoanense do Porto Novo | 12 | 6  | 2  | 4  | 21 | 19 | +2  | 20  |
| 4 | Sporting Clube do Porto Novo | 12 | 4  | 1  | 7  | 14 | 22 | -8  | 13  |
| 5 | Tarrafal FC de Monte Trigo   | 12 | 3  | 1  | 8  | 18 | 23 | -5  | 10  |
| 6 | Lajedos FC                   | 12 | 3  | 0  | 9  | 8  | 28 | -20 | 9   |
| 7 | Inter FC                     | 12 | 2  | 2  | 8  | 11 | 31 | -20 | 8   |

|  | Clasificado para el campeonato caboverdiano de fútbol 2015. |

(C) Campeón

## Resultados
| Sanjoanense | 2 - 3 | Lajedos              | 10 de enero |
| Marítimo    | 2 - 1 | Tarrafal Monte Trigo | 10 de enero |
| Inter       | 1 - 7 | Académica Porto Novo | 11 de enero |

| Académica Porto Novo | 2 - 0 | Marítimo    | 17 de enero |
| Sporting Porto Novo  | 3 - 2 | Inter       | 17 de enero |
| Tarrafal Monte Trigo | 1 - 2 | Sanjoanense | 18 de enero |

| Lajedos     | 1 - 2 | Tarrafal Monte Trigo | 24 de enero |
| Sanjoanense | 1 - 1 | Académica Porto Novo | 24 de enero |
| Marítimo    | 1 - 0 | Sporting Porto Novo  | 25 de enero |

| Inter                | 1 - 2 | Marítimo    | 31 de enero  |
| Sporting Porto Novo  | 1 - 2 | Sanjoanense | 31 de enero  |
| Académica Porto Novo | 5 - 0 | Lajedos     | 1 de febrero |

| Tarrafal Monte Trigo | 0 - 2 | Académica Porto Novo | 7 de febrero |
| Lajedos              | 1 - 2 | Sporting Porto Novo  | 7 de febrero |
| Sanjoanense          | 1 - 1 | Inter                | 8 de febrero |

| Marítimo            | 3 - 0 | Sanjoanense          | 14 de febrero |
| Inter               | 1 - 0 | Lajedos              | 14 de febrero |
| Sporting Porto Novo | 1 - 3 | Tarrafal Monte Trigo | 15 de febrero |

| Académica Porto Novo | 4 - 2 | Sporting Porto Novo | 21 de febrero |
| Tarrafal Monte Trigo | 1 - 2 | Inter               | 21 de febrero |
| Lajedos              | 0 - 1 | Marítimo            | 22 de febrero |

| Marítimo             | 4 - 0 | Lajedos             | 28 de febrero |
| Académica Porto Novo | 3 - 0 | Inter               | 28 de febrero |
| Sanjoanense          | 2 - 0 | Sporting Porto Novo | 1 de marzo    |

| Lajedos             | 1 - 0 | Inter                | 6 de marzo |
| Sanjoanense         | 4 - 1 | Tarrafal Monte Trigo | 7 de marzo |
| Sporting Porto Novo | 0 - 3 | Académica Porto Novo | 7 de marzo |

| Marítimo             | 3 - 1 | Inter                | 14 de marzo |
| Sporting Porto Novo  | 1 - 0 | Lajedos              | 14 de marzo |
| Académica Porto Novo | 1 - 1 | Tarrafal Monte Trigo | 15 de marzo |

| Académica Porto Novo | 4 - 0 | Sanjoanense | 21 de marzo |
| Tarrafal Monte Trigo | 1 - 2 | Lajedos     | 21 de marzo |
| Sporting Porto Novo  | 1 - 2 | Marítimo    | 22 de marzo |

| Inter                | 0 - 0 | Sporting Porto Novo | 28 de marzo |
| Tarrafal Monte Trigo | 0 - 2 | Marítimo            | 28 de marzo |
| Lajedos              | 0 - 1 | Sanjoanense         | 29 de marzo |

| Lajedos     | 0 - 8 | Académica Porto Novo | 11 de abril |
| Sanjoanense | 1 - 3 | Marítimo             | 11 de abril |
| Inter       | 1 - 5 | Tarrafal Monte Trigo | 12 de abril |

| Tarrafal Monte Trigo | 2 - 3 | Sporting Porto Novo  | 18 de abril |
| Inter                | 1 - 5 | Sanjoanense          | 18 de abril |
| Marítimo             | 0 - 1 | Académica Porto Novo | 19 de abril |

### Evolución de las posiciones
| Equipo / Jornada     | 01 | 02 | 03 | 04 | 05 | 06 | 07 | 08 | 09 | 10 | 11 | 12 | 13 | 14 |
| -------------------- | -- | -- | -- | -- | -- | -- | -- | -- | -- | -- | -- | -- | -- | -- |
| Académica P.N.       | 1  | 1  | 1  | 1  | 1  | 1  | 1  | 1  | 1  | 1  | 1  | 2  | 2  | 1  |
| Inter                | 7  | 7  | 7  | 7  | 7  | 6  | 4  | 4  | 4  | 6  | 7  | 6  | 7  | 7  |
| Lajedos              | 2  | 2  | 4  | 6  | 6  | 7  | 7  | 7  | 7  | 7  | 5  | 5  | 6  | 6  |
| Marítimo             | 3  | 5  | 2  | 2  | 2  | 2  | 2  | 2  | 2  | 2  | 2  | 1  | 1  | 2  |
| Sanjoanense P.N.     | 5  | 4  | 3  | 3  | 3  | 3  | 3  | 3  | 3  | 3  | 3  | 3  | 3  | 2  |
| Sporting P.N.        | 4  | 3  | 5  | 4  | 4  | 5  | 6  | 6  | 6  | 4  | 4  | 4  | 5  | 4  |
| Tarrafal Monte Trigo | 6  | 6  | 6  | 5  | 5  | 4  | 5  | 5  | 5  | 5  | 6  | 7  | 4  | 5  |

| Campeón Académica do Porto Novo 9º título |

## Estadísticas
- Mayor goleada: Lajedos 0 - 8 Académica Porto Novo (11 de abril)
- Partido con más goles:

Inter 1 - 7 Académica Porto Novo (11 de enero)
Lajedos 0 - 8 Académica Porto Novo (11 de abril)
- Mejor racha ganadora: Marítimo; 9 jornadas (jornada 3 a 13, incluye jornadas de descanso)
- Mejor racha invicta: Académica Porto Novo; 12 jornadas (jornada 1 a 14, incluye jornadas de descanso)
- Mejor racha marcando: Académica Porto Novo; 12 jornadas (jornada 1 a 14, incluye jornada de descanso)
- Mejores racha imbatida: Marítimo; 3 jornadas (jornada 6 a 8) y Académica Porto Novo; 3 jornadas (jornada 11 a 14, incluye jornadas de descanso)